# 定州 (渤海国)
定州，渤海国的定理府所领二州之一，依郭州。
定州治所在黑龙江省牡丹江下游三道河子渤海古城，一说在俄罗斯滨海边疆区游击队城。下辖定理、平邱、岩城、慕美、安夷五县。辽朝灭渤海，废潘州。定州百姓因多次反辽，被迁居到今辽宁省铁岭市，设置双州（治所在铁岭城区西南）统辖。